# Holos Ukrajiny
Holos Ukrajiny (ukrainisch Голос України; wiss. Transliteration Holos Ukraїny, deutsch „Stimme der Ukraine“) ist die offizielle Zeitung der Werchowna Rada der Ukraine.
Die am 1. Januar 1991 gegründete Zeitung erschien fünfmal wöchentlich, seit Sommer 2024 erscheint sie nur noch in elektronischer Variante.Holos Ukrajiny wird teilweise vom Staat finanziert und hat den Auftrag, allen parlamentarischen Fraktionen regelmäßig gleiche Anteile an Druckraum zur Verfügung zu stellen. Die Zeitung ist außerdem eine der sogenannten offiziellen Publikationen, die die ukrainische Gesetzgebung veröffentlichen dürfen.

## Inhalt
Holos Ukrayiny berichtet umfassend über die Aktivitäten der Werchowna Rada, wozu die parlamentarischen Fraktionen und Gruppen, die Ausschüsse, zeitweilige Sonderkommissionen und Untersuchungskommissionen, die Volksdeputierten der Ukraine und die lokalen Behörden gehören. So informiert die Zeitung unter anderem über Ereignisse in der Ukraine und im Ausland, behandelt Fragen des sozialen Lebens und des sozialen Schutzes, der Stärkung der Rechtsstaatlichkeit und des kulturellen Lebens.
Entsprechend dem Gesetz der Ukraine „Über die Geschäftsordnung der Werchowna Rada der Ukraine“ veröffentlicht Holos Ukrajiny offiziell Gesetze der Ukraine, parlamentarische Resolutionen, andere normative Rechtsakte der Ukraine und Entscheidungen der Werchowna Rada der Ukraine sowie andere Informationen, deren Veröffentlichung gesetzlich vorgeschrieben ist.